# Kang Daniel
Kang Daniel (tiếng Hàn Quốc: 강다니엘, tên khai sinh Kang Eui-geon, sinh ngày 10 tháng 12 năm 1996) là một nam ca sĩ, nhạc sĩ, diễn viên, MC và doanh nhân người Hàn Quốc nổi tiếng vào đầu năm 2017 với tư cách là người chiến thắng hạng nhất trong mùa thứ hai của loạt cuộc thi thực tế Produce 101. Anh ấy là cựu thành viên của nhóm nhạc nam nổi tiếng Wanna One, vào thời điểm đó, là một người có quyền lực lớn trong ngành công nghiệp K-pop.
Sau khi Wanna One kết thúc hoạt động với tư cách nhóm, Daniel đã tạm ngừng hoạt động trong làng giải trí 6 tháng và đảm nhận công việc quản lý sự nghiệp của mình. Vào giữa năm 2019, anh ấy đã phát hành EP đầu tay solo của mình, Color on Me, đã thành công về mặt thương mại khi đứng đầu bảng xếp hạng Album Gaon của Hàn Quốc. Các tác phẩm tiếp theo của anh ấy trong loạt phim màu có tựa đề Cyan (2020) và Magenta (2020) cũng đứng đầu bảng xếp hạng album Gaon với ca khúc chủ đề trước đó, mang về cho Daniel đĩa đơn top 10 trong nước đầu tiên. Củng cố hơn nữa sự nghiệp của mình với tư cách là một nghệ sĩ solo, Daniel đã giành được đĩa đơn top 5 đầu tiên tại Hàn Quốc cũng như lần đầu tiên xuất hiện solo trên bảng xếp hạng World Digital Song Sales của Billboard thông qua đĩa đơn "Paranoia". Sau đó, anh phát hành chương thứ ba và cũng là chương cuối cùng trong "bộ ba màu sắc" của mình, Yellow (2021), đứng đầu Bảng xếp hạng album Gaon và chứa đĩa đơn quán quân trong nước đầu tiên của anh mang tên "Antidote".
Bên cạnh sự nghiệp âm nhạc của mình, Daniel còn xuất hiện với tư cách là người dẫn chương trình Street Woman Fighter (2021) của Mnet, chương trình phụ Street Dance Girls Fighter (2021–2022), chương trình truyền hình đặc biệt một tập có tựa đề Be the SMF (2022) trong ngoài Street Man Fighter (2022) cũng như Street Woman Fighter 2 (2023). Anh ấy cũng bắt đầu diễn xuất qua loạt phim gốc đầu tiên của Disney+ Star Hàn Quốc, Rookie Cops (2022). Các dự án mạo hiểm khác của anh ấy bao gồm thành lập một công ty giải trí độc lập tên là Konnect Entertainment để quản lý sự nghiệp của riêng anh ấy, từ đó đã mở rộng sang quản lý các nghệ sĩ khác ngoài anh ấy.
Daniel là người nhận được nhiều giải thưởng bao gồm bốn giải Seoul Music Awards, một giải Melon Music Awards, một giải Circle Chart Music Awards và một Kỷ lục Guinness Thế giới. Diễn xuất đầu tay của anh cũng mang về cho anh nhiều giải thưởng khác nhau, bao gồm hai giải Asia Artist Awards, một giải Blue Dragon Series Award và một giải Seoul International Drama Award. Anh đã lọt vào danh sách Thần tượng được yêu thích nhất của Gallup Korea năm 2017, 2018 và 2019, danh sách 40 người nổi tiếng quyền lực nhất Hàn Quốc của Forbes năm 2019 và 2022, đồng thời xuất hiện trong danh sách Những nghệ sĩ mới nổi tài năng của People tạo được dấu ấn vào năm 2022. Cùng năm đó, Daniel là người nhận được Giải thưởng Văn hóa của Thị trưởng Seoul nhờ đóng góp to lớn của ông trong việc nâng cao nhận thức của Seoul bằng cách quảng bá Hallyu trong nhiều lĩnh vực khác nhau.

## Tiểu sử
Kang Daniel sinh ngày 10 tháng 12 năm 1996 tại Cheonan, Chungcheong Nam. Tên khai sinh của anh là Kang Eui-geon (Hangul: 강의건), nhưng về sau anh đã đổi tên thành Kang Daniel vì cái tên Eui-geon rất khó phát âm đối với người nhà và người thân của anh.
Trước khi xuất hiện trên Produce 101 mùa 2, Daniel đã có khoảng thời gian làm thực tập sinh trong vòng 2 năm 1 tháng tại B2M Entertainment, sau đó thì B2M sáp nhập vào MMO Entertainment và Daniel trở thành thực tập sinh của MMO.

### Học vấn
| Năm       | Trường học                            | Khoa                   | Ghi chú       |
| --------- | ------------------------------------- | ---------------------- | ------------- |
| 2003–2008 | Trường Tiểu học Cheonghak             | ―                      | Đã tốt nghiệp |
| 2009–2011 | Trường Trung học Cơ sở Shinseon       | ―                      | Đã tốt nghiệp |
| 2012–2013 | Trường Trung học Nghệ thuật Peniel    | Khoa Nhảy hiện đại     | Thôi học      |
| 2017      | GED tại Hàn Quốc                      | ―                      | Vượt qua      |
| 2018–nay  | Trường Đại học Kyung Hee Cyber (KHCU) | Khoa Âm nhạc Thực hành | Sinh viên     |

## Sự nghiệp

### 1996-2017: Trước khi ra mắt
Kang Daniel tên khai sinh là Kang Eui-geon (강의 건) tại Busan, Hàn Quốc là con một trong gia đình anh. Sau khi trải qua thời thơ ấu và phần lớn thời niên thiếu với tên khai sinh của mình, anh quyết định đổi tên khai sinh thành Daniel một cách hợp pháp do gia đình và bạn bè gặp khó khăn khi phát âm Eui-geon. Trên một tập phim của MBC's Radio Star, Daniel trích dẫn một con số kinh thánh như là nguồn của ông nguồn cảm hứng cho tên Daniel. Anh ấy bắt đầu học nhảy từ năm lớp 8 thông qua một câu lạc bộ nam sinh mà anh ấy tham gia do gợi ý của một giáo viên và sau đó theo học tại một học viện khiêu vũ ở Busan có tên là Nataraja Academy. Trong một lần làm khách mời tại chương trình tạp kỹ Hello Counselor , Kang tiết lộ rằng anh đã bị tẩy chay ở trường tiểu học vì ngoại hình mủm mỉm của mình và phát triển niềm đam mê cũng như xây dựng lòng tự trọng và tự tin thông qua nhảy múa. Để tiếp tục theo đuổi niềm đam mê này, anh đã theo học tại Trường Trung học Nghệ thuật Peniel, nơi anh đã học múa hiện đại trong một năm với môn thứ hai là múa ba lê và giành huy chương vàng thể loại khiêu vũ tại Cuộc thi Biểu diễn Nghệ thuật Trung học lần thứ 49.
Trước khi xuất hiện trên Produce 101 mùa 2, Kang đã được đào tạo trong hai năm và một tháng. Ban đầu anh ấy bắt đầu là thực tập sinh của B2M Entertainment cho đến khi công ty được mua lại và sau đó trở thành thực tập sinh của MMO Entertainment. Trong suốt thời gian đào tạo này, Daniel đã không nhận được các bài học về vũ đạo hoặc ca hát do tình trạng tài chính của công ty không ổn định. Một trong những khoảnh khắc đáng chú ý nhất trong thời gian còn là thực tập sinh của anh ấy là sự xuất hiện của anh ấy trên Her Secret Weapon, biểu diễn "Invitation" của Uhm Jung-hwa, nơi anh ấy từng là vũ công dự bị cho Cao Lu của Fiestar và Sihyun của Spica.

### 2017–2018: Produce 101 mùa 2 và Wanna One
Năm 2017, Daniel là một trong những thực tập sinh đại diện cho MMO Entertainment tham gia Produce 101 mùa 2. Sau phần biểu diễn đánh giá xếp lớp, Daniel đã được xếp vào lớp B, sau đó thăng hạng lên lớp A thông qua phần tái đánh giá với ca khúc "It's Me (Pick Me)" (tiếng Hàn Quốc: 나야나; Romaja: Nayana). Daniel được nhận xét là giống nhân vật Apeach của Kakao Friends.
Daniel bắt đầu được biết đến sau màn trình diễn Open Up với sự thay đổi ngoại hình sau giảm cân. Điệu nhảy vuốt đùi của Daniel đã được một số nghệ sĩ nổi tiếng cover lại như Kim Jong-kook, Rain... Daniel đã kết thúc với vị trí cao nhất trong đêm chung kết và được ra mắt ở vị trí center của nhóm nhạc dự án Wanna One.

#### Thứ hạng trong Produce 101 mùa 2
| Tập      | 1  | 2  | 3  | 5                 | 6 | 8                   | 10                | 11 (tập cuối)       |
| -------- | -- | -- | -- | ----------------- | - | ------------------- | ----------------- | ------------------- |
| Thứ hạng | 23 | 23 | 12 | 5 (817.245 phiếu) | 2 | 8 (1.948.847 phiếu) | 1 (828.148 phiếu) | 1 (1.578.837 phiếu) |

Daniel chính thức ra mắt cùng Wanna One với "Wanna One Premiere Show-con" vào ngày 7 tháng 8 năm 2017, tại Gocheok Sky Dome cùng mini-album đầu tay mang tên 1X1=1 (TO BE ONE).
Trong quá trình chuẩn bị ra mắt, Daniel cũng được xác nhận sẽ tham gia mùa thử nghiệm của chương trình tạp kĩ đài MBC có tên It's Dangerous Beyond the Blankets sẽ được phát sóng từ ngày 27 tháng 8 năm 2017.
Cũng trong tháng 8, Daniel đã xuất hiện trên trang bìa của tạp chí Weekly Chosun, một ấn phẩm trực thuộc The Chosun Ilbo, một trong những nhật báo hàng đầu tại Hàn Quốc. Daniel là người mẫu nam đầu tiên xuất hiện trên trang bìa của tạp chí thời trang InStyle kể từ năm 2003.
Tháng 10 năm 2017, Daniel được xác nhận là một thành viên cố định trong chương trình tạp kỹ Master Key của đài SBS và Daniel đã được trao giải thưởng "Tân binh (hạng mục Giải trí)" tại 2017 SBS Entertainment Awards.
Năm 2018, Daniel đã có một số hoạt động solo nổi bật bên cạnh các hoạt động nhóm cùng Wanna One. Trong đó, đáng chú ý nhất là vai nam chính trong MV Days Without You của Davichi và là thành viên cố định của mùa thứ hai trong chương trình tạp kĩ It's Dangerous Beyond the Blankets của đài MBC. Cùng năm, Daniel đã nhận được giải "Tân binh (hạng mục Giải trí)" tại lễ trao giải 2018 MBC Entertainment Awards.
Bên cạnh đó, Daniel cũng tiếp tục các hoạt động quảng bá cùng Wanna One. Daniel là một trong ba thành viên thuộc nhóm nhỏ "Triple Position" của Wanna One, đã giành giải "Unit xuất sắc nhất" tại lễ trao giải 2018 Mnet Asian Music Awards.
Daniel hoàn thành 18 tháng hoạt động, quảng bá cùng Wanna One sau khi hợp đồng kết thúc vào ngày 31 tháng 12 năm 2018. Mặc dù đã chính thức tan rã, Daniel cùng các thành viên còn lại đã tham gia vào buổi hòa nhạc cuối cùng mang tên 'Therefore' được diễn ra từ ngày 24–27 tháng 1 năm 2019, như là hoạt động cuối cùng để chia tay người hâm mộ. Đêm diễn được tổ chức tại Gocheok Sky Dome ở Seoul, nơi nhóm tổ chức buổi Show-Con đầu tiên.

### 2019: Kiện tụng công ty quản lý cũ, thành lập Konnect Entertainment,Color On Mevà "Touchin'".
Ngày 31 tháng 1 năm 2019, hợp đồng của Daniel với MMO Entertainment kết thúc và Daniel ký hợp đồng quản lý độc quyền với LM Entertainment. Tuy nhiên, vào ngày 21 tháng 3, Daniel đã nộp đơn xin đình chỉ hợp đồng độc quyền với LM. Đại diện pháp lý của Daniel tiết lộ rằng LM đã ký hợp đồng với bên thứ ba và chuyển giao mọi quyền, bao gồm thông tin sản xuất, quản lý và những quyền lợi độc quyền cho sự phát triển của Daniel mà không có sự đồng ý trước từ Daniel.
Ngày 10 tháng 5, Tòa án Trung tâm Quận Seoul đã ra quyết định công nhận toàn bộ yêu cầu phân xử đình chỉ hợp đồng độc quyền mà Kang Daniel đã đệ đơn từ hai tháng trước với bị đơn là LM Entertainment. Điều này đồng nghĩa rằng Daniel có thể tiếp tục các hoạt động nghệ thuật với tư cách là một người nổi tiếng và LM không được phép can thiệp vào các hoạt động trong tương lai của Daniel.
Ngày 10 tháng 6, Daniel thành lập công ty quản lý riêng có tên Konnect Entertainment, đặt trụ sở tại Gangnam, Seoul. Công ty hoạt động dưới hình thức công ty quản lý một thành viên, tức Konnect Entertainment được Daniel thành lập chỉ để quản lý duy nhất anh. Cùng với đó là sự thành lập của tập đoàn KD, một công ty sẽ có rất nhiều công ty con trong tương lai, Konnect là một trong những công ty con của tập đoàn KD và Kang Daniel là giám đốc, tập đoàn KD sẽ thiết lập các công ty con thuộc nhiều lĩnh vực khác nhau và tập trung vào các hoạt động ngoài ngành giải trí.
Phiên tòa thứ hai được tổ chức vào ngày 26 tháng 6 sau khi LM Entertainment quyết định đệ đơn kháng cáo liên quan đến việc đình chỉ hợp đồng, nhưng kháng cáo đã bị Tòa án Trung tâm Seoul từ chối vào ngày 11 tháng 7.
Ngày 12 tháng 7, truyền thông Hàn Quốc đưa tin rằng Daniel xác nhận ra mắt solo vào ngày 25 tháng 7.
Với sự trở lại đầu tiên của mình, Kang Daniel đã phát hành hai đĩa đơn kỹ thuật số vào ngày 25 tháng 11, lần lượt là "Touchin'" và "Adulthood". Kang Daniel đã quảng bá "Touchin'" bằng cách biểu diễn bài hát này trên một số chương trình âm nhạc Hàn Quốc và giành được một chiếc cúp trên chương trình The Show của SBS MTV vào ngày 3 tháng 12. Tuy nhiên, sau một tuần quảng bá, Konnect tuyên bố rằng Daniel sẽ nghỉ ngơi một thời gian vì vấn đề sức khỏe.

### 2020:Hello Daniel, mini albumCyanvàMagenta
Năm 2020, Kang Daniel trở lại với các hoạt động theo lịch trình với chương trình thực tế Hello, Daniel được công chiếu vào ngày 4 tháng 3. Vào ngày 24 tháng 3, anh phát hành mini album thứ hai, Cyan, là phần đầu tiên của "dự án bộ ba màu sắc" của anh. Đĩa đơn "2U" đã mang lại cho Kang Daniel bản hit đầu tiên của anh tại Hàn Quốc cùng với một số cúp âm nhạc trên The Show, Music Bank, Show! Music Core, Show Champion và M Countdown. Là một phần của dự án hợp tác Pmini albumsi và Starship Entertainment mang tên "For the Love of Korea", Daniel và Zico đã phát hành đĩa đơn chung "Refresh" vào ngày 23 tháng 4. Kang Daniel là một trong nghệ sĩ Hàn Quốc được xác nhận tham gia lễ hội âm nhạc trực tuyến Asia Rising Forever của 88rising được tổ chức vào ngày 6 tháng 5.
Vào ngày 3 tháng 8, Daniel chính thức phát hành mini album thứ ba, Magenta, gồm 6 bài hát: "Flash", "Waves" (kết hợp với Simon Dominic, Jamie), "Who U Are", "Runaway" (kết hợp với Yuddam), "Movie" (kết hợp Dvwn), và "Night".

### 2021: "State Of Wonder", "Paranoia", "Yellow" và sự nghiệp diễn xuất
Ngày 4 tháng 1, trên các SNS chính thức, Konnect Entertainment đã đăng tải thông báo sự hợp tác giữa Daniel, Inverness và Anthony Russo với "State Of Wonder", đây là sự hợp tác đầu tiên của Daniel với các nghệ sĩ Mỹ, đĩa đơn được Monstercat phát hành vào ngày 15 tháng 1.
Ngày 21 tháng 1, Konnect Entertainment đưa ra thông báo mới về sự trở lại của Kang Daniel vào tháng 2. Vào lúc 0 giờ (KST) ngày 2 tháng 2, trên kênh Youtube chính thức, Kang Daniel phát hành video giới thiệu, xác nhận trở lại vào ngày 16 tháng 2. Vào 0 giờ (KST) ngày 5 tháng 2, Daniel đăng tải video giới thiệu, xác nhận sẽ trở lại cùng đĩa đơn kỹ thuật số "Paranoia". Trưa ngày 5 tháng 2, Kang Daniel công bố lịch trình trở lại, một phiên bản MV khác kết hợp với Muply sẽ ra lò vào ngày 17 tháng 2, trong khi MV chính thức và digital single sẽ lần lượt ra lò và có mặt trên các trang nhạc trực tuyến vào ngày 16 tháng 2. Sau khi phát hành, Paranoia đã chiến thắng trên một số chương trình âm nhạc hàng tuần như The Show, Show Champion, M Countdown và Show! Music Core. Sự nghiệp solo của Daniel cũng mở ra một trang mới khi anh xuất hiện trên bảng xếp hạng Billboard's World Digital Song Sales với vị trí thứ 5.
Vào lúc 0 giờ (KST) ngày 18 tháng 3, Kang Daniel thông báo về sự trở lại của anh vào ngày 13 tháng 4, chỉ sau gần hai tháng kể từ lần trở lại vào tháng 2 trước đó. Đúng 0 giờ (KST) ngày 22 tháng 3, Kang Daniel tiết lộ EP thứ ba, Yellow, đây chính là EP cuối cùng khép lại "dự án bộ ba màu sắc tìm lại bản thân mình" của anh. Đĩa đơn chủ đạo "Antidote" đã mang lại cho Kang ca khúc chiến thắng đầu tiên tại Hàn Quốc cùng với một số cúp trên các chương trình âm nhạc: The Show, Show Champion, Music Bank, Show! Music Core và Inkigayo. Ngày 5 tháng 5, Universe thông báo trên các tài khoản chính thức về màn hợp tác của Kang Daniel và Loco với ca khúc "Outerspace" thông qua Universe Music. Ca khúc được phát hành vào ngày 13 tháng 5.
Ngày 1 tháng 2, truyền thông đưa tin Kang Daniel chuẩn bị tham gia diễn xuất cho bộ phim "You And My Police Class". Tuy nhiên, đại diện Konnect Entertainment đưa thông báo rằng chưa có gì được quyết định. Ngày 26 tháng 5, Kang Daniel được xác nhận đã bắt đầu quay cho "You And My Police Class" (Tên chính thức là "Rookie") với bạn diễn Chae Soo-bin, trong khi đó, buổi đọc kịch bản đã diễn ra vào đầu tháng 5.
Để kỷ niệm hai năm hoạt động nghệ sĩ solo, Daniel đã tổ chức một buổi họp mặt người hâm mộ thực tế ảo (VR) vào ngày 25 tháng 7. Trong cùng tháng, có xác nhận rằng Daniel đã được chọn làm MC cố định cho cuộc thi dành cho nhóm nhảy nữ đầu tiên của Mnet là Street Woman Fighter công chiếu vào ngày 24 tháng 8. Có một nền tảng vững chắc về breakdancing và kiến thức đầu tiên về văn hóa nhảy đường phố là những lý do Daniel được nhà sản xuất chọn làm MC chọn làm MC cho chương trình. Vào ngày 15 tháng 9, Daniel được giới thiệu trên nhạc sĩ Nhật Bản Miyavi "Hush Hush" từ album phòng thu Imaginary. Ông cũng tham gia vào dòng sản phẩm cho "Cyworld BGM 2021", một dự án quy mô lớn để làm lại top 100 BGM bài hát được ưa chuộng nhất trên Cyworld nền tảng trong những năm 2000. Là ca khúc thứ 14 của dự án, Daniel và đồng nghiệp cùng hãng của anh ấy là Chancellor sẽ phát hành bản làm lại "Fly" của Epik High vào ngày 16 tháng 11. Sau thành công của Street Woman Fighter, Kang được chọn lại là MC cố định cho các spin-off cho thấy Street Dance Girls Fighter được thiết lập để chiếu vào cuối năm nay.

### 2022-nay: Tham gia diễn xuất, phát hành album đầu tay The Story, và ra mắt tại Nhật
Trước khi phát hành "Paranoia", có thông tin tiết lộ rằng Daniel đã được đề nghị đóng vai chính trong loạt phim gốc đầu tiên của Disney+ Star Hàn Quốc có tựa đề Rookie Cops. Điều này đánh dấu sự ra mắt chính thức của anh ấy với tư cách là một diễn viên cũng như sự ra mắt sản xuất phim truyền hình của nền tảng phát trực tuyến tại Hàn Quốc. Trước đó đã từ chối một số lời đề nghị xuất hiện trong các bộ phim truyền hình Hàn Quốc, Daniel tiết lộ rằng ý tưởng làm việc cùng với những người cùng tuổi đã thuyết phục anh ấy thử đề xuất này. Anh phát hành phiên bản tiếng Hàn của đĩa đơn hợp tác tiếng Nhật "Hush Hush" vào ngày 9 tháng 3 như một phần của nhạc phim. Tháng sau, Daniel biểu diễn đĩa đơn chính "Antidote" trên Press Play At Home của Học viện ghi âm với tư cách là nghệ sĩ solo K-pop đầu tiên xuất hiện trong series. Vào ngày 29 tháng 4, anh phát hành đĩa đơn quảng cáo "Ready to Ride" thông qua Universe Music cho ứng dụng di động, Universe. Là lần trở lại đầu tiên sau khi kết thúc "bộ ba màu sắc", Daniel đã phát hành album dài đầu tiên The Story vào ngày 24 tháng 5. Đĩa đơn chủ đạo "Upside Down" đạt vị trí thứ hai tại Hàn Quốc và giành được một cúp trên MBC's Show! Music Core vào ngày 4 tháng 6. Biểu diễn ca khúc thứ tư của album "Parade", Daniel đã ra mắt truyền hình Hoa Kỳ vào ngày 16 tháng 6 của chương trình The Kelly Clarkson Show.
Không lâu sau khi phát hành The Story, có thông tin tiết lộ rằng Kang sẽ phát hành một bài hát trong chiến dịch Gatorade và Starship Entertainment có tựa đề "Everyday Athlete" cùng với Yuna Kim và An Yu-jin (IVE). Đĩa đơn chung của họ "Move Like This" được phát hành vào ngày 20 tháng 6. Daniel sẽ tổ chức buổi hòa nhạc solo đầu tiên của mình tại Seoul vào ngày 13-14 tháng 8 và cũng được lên kế hoạch biểu diễn tại Lễ hội Summer Sonic 2022 vào ngày 20-21 tháng 8. Tiếp tục loạt phim, anh ấy đã được xác nhận là MC cố định cho Street Man Fighter của Mnet sẽ ra mắt vào ngày 16 tháng 8. Daniel cũng chuẩn bị ra mắt tại Nhật Bản dưới sự quản lý của Warner Music Japan với việc phát hành EP Joy Ride, vào ngày 5 tháng 10 với đĩa đơn kỹ thuật số "TPIR" kết hợp với Miyavi vào ngày 17 tháng 8.

## Tác động và ảnh hưởng
Daniel đã được mô tả là "một trong những nghệ sĩ solo nam có thu nhập cao nhất và quyền lực nhất trong K-pop" với sự nổi tiếng trong nước khiến anh được truyền thông Hàn Quốc đặt cho biệt danh "Center quốc dân". Late Night Entertainment News của đài SBS mô tả anh ấy là "còn hơn cả một ngôi sao thần tượng hàng đầu" và tuyên bố rằng "anh ấy đã tạo ra một cơn sốt" được tái hiện trong một tập của Saturday Night Live Korea. Năm 2018, Daniel được chọn làm đại sứ danh dự cho triển lãm văn hóa đặc biệt của Hàn Quốc tại Thế vận hội Pyeongchang 2018. Năm sau, ông được bổ nhiệm làm đại sứ danh dự của Busan theo kết quả của một cuộc thăm dò do công dân bình chọn. Một buổi lễ chính thức được tổ chức vào ngày 9 tháng 7 năm 2019, tại Sân vận động Bóng chày Sajik, nơi anh nhận được sự ủy nhiệm từ thị trưởng thành phố và ném sân đầu tiên theo nghi thức cho trận đấu trên sân nhà của Lotte Giants. Vào tháng 10 năm 2020, Daniel tham gia lễ kỷ niệm 4352 năm Ngày thành lập Quốc gia Hàn Quốc do chính phủ Hàn Quốc tổ chức tại Cung điện Gyeongbokgung với tư cách là ca sĩ duy nhất được mời trong số 30 nhân vật quốc gia, bao gồm cả thủ tướng Hàn Quốc. Ảnh hưởng quốc gia của anh ấy còn được nhìn thấy rõ hơn khi những người giành huy chương Olympic Hàn Quốc (Kim Kyeong-Ae, Lee Da-bin, và Hyun Jung-hwa) tuyên bố mình là người hâm mộ của Daniel. Bộ ba doo-wop Hàn Quốc The Barberettes cũng tiết lộ họ là fan của Daniel vì thành viên An Shinae, người đã viết, sáng tác và sắp xếp đĩa đơn chính của họ "SHOO" tiết lộ rằng Daniel là nguồn cảm hứng đằng sau bài hát.
Vào tháng 1 năm 2019, Daniel đã lập kỷ lục Guinness thế giới về "Thời gian nhanh nhất để đạt được một triệu người theo dõi trên Instagram" (11 giờ 36 phút sau khi tham gia). Cuối tháng đó, fancafe Daum chính thức của anh ấy đã trở thành trang web nhanh nhất trong lịch sử trong số các thần tượng và nhóm nhạc thần tượng đạt mốc 100.000 thành viên, chỉ sau chưa đầy 40 giờ. Sau đó, anh trở thành người nổi tiếng nam đầu tiên trên toàn cầu tham gia chiến dịch cho Givenchy Beauty sau khi được chọn làm đại sứ thương hiệu. Daniel cũng đã được công nhận về khả năng quảng bá của mình, khi anh đứng đầu trong 'Bảng xếp hạng sức mạnh thương hiệu người mẫu nam' của Viện nghiên cứu kinh doanh Hàn Quốc và 'Bảng xếp hạng sức mạnh thương hiệu thành viên nhóm nhạc nam cá nhân'; trở thành nghệ sĩ đầu tiên trong lịch sử dành 13 tháng liên tiếp đứng đầu bảng xếp hạng sau này. Tên của anh ấy đã xuất hiện trong nhiều danh sách khác, chẳng hạn như danh sách hàng năm 'Thần tượng được yêu thích nhất' của Gallup Korea và danh sách hàng năm của Forbes về "Các nhà lãnh đạo quyền lực năm 2030" và "Người nổi tiếng quyền lực Hàn Quốc". Anh ấy cũng được đưa vào danh sách "Video phổ biến nhất năm 2017" của Naver TV, chiếm sáu trong số mười clip hàng đầu dựa trên số lượt phát video và bốn trong số mười clip hàng đầu dựa trên số lượt thích, bao gồm cả vị trí số một. Hai năm sau, anh được đưa vào danh sách 'Video phổ biến nhất năm 2019' của Naver TV, chiếm bốn trong số mười clip hàng đầu dựa trên số lượt phát video.
Ảnh hưởng của anh ấy còn được thấy rõ hơn qua webtoons khi nhà văn của Mối quan hệ lý tưởng (이상적인 관계) xác nhận rằng Daniel chính là nguồn cảm hứng đằng sau sự xuất hiện của nhân vật Noah. Trong một cuộc phỏng vấn vào tháng 5 năm 2020, tác giả của webtoon Eleceed cũng tiết lộ rằng Daniel là nguồn cảm hứng đằng sau nhân vật chính Seo Jiwoo. JoyNews24 xếp Daniel ở vị trí thứ năm trong cuộc khảo sát 'Người quyền lực của năm 2019' giữa các chuyên gia trong ngành và vào cuối năm 2019, anh ấy được chọn là người mẫu quảng cáo được yêu thích thứ ba bởi người tiêu dùng nữ trong độ tuổi 10, trong một cuộc khảo sát do Tổng công ty Quảng cáo Phát thanh truyền hình Hàn Quốc thực hiện. Vào tháng 3 năm 2021, anh ấy đã vượt qua 150 tuần liên tiếp ở vị trí đầu của Bảng xếp hạng thần tượng, khiến anh ấy trở thành nghệ sĩ đầu tiên và duy nhất đạt được điều này. Tập đầu tiên của chương trình thực tế du lịch Hello, Daniel đã gây ra doanh thu tăng vọt cho cuốn sách hướng dẫn du lịch If You Want to Live in Portland và dẫn đến thành công ngày càng tăng cho công ty xuất bản. Trong một cuộc phỏng vấn với Netflix Hàn Quốc, nữ diễn viên của Sweet Home Park Gyu-young đã tiết lộ rằng cô ấy đã lấy cảm hứng từ màu tóc hồng của Daniel khi anh ấy tham gia Produce 101 cho nhân vật Yoon Ji-soo của cô ấy. Sau tập cuối cùng của Street Dance Girls Fighter, Lee Seoyeon từ nhóm nhảy Mis Molly tiết lộ rằng cô ấy bắt đầu nhảy sau khi xem Daniel trên Produce 101 mùa 2.

## Các hoạt động khác

### Kinh doanh
Vào tháng 6 năm 2019, Kang Daniel đã thành lập hai công ty riêng biệt có liên quan có tên là Konnect Entertainment và KD Corporation. Tên của Konnect Entertainment là sự hợp nhất của hai từ "Hàn Quốc" (Korea) và "kết nối" (connection). Daniel đã đăng ký hợp pháp làm Giám đốc điều hành (CEO) của cả hai công ty. Vào tháng 2 năm 2020, một quán cà phê nằm tại tầng trệt của tòa nhà Konnect Entertainment ở Seoul đã chính thức mở cửa kinh doanh có tên, Cafe De Konnect, đã tổ chức lễ khai trương vào ngày 19 và 20 tháng 2 cho người hâm mộ trước khi chính thức mở cửa cho công chúng vào ngày 21 tháng 2. Sự kiện này cho phép 100 người hâm mộ được uống miễn phí sau khi trình thẻ thành viên từ quán cà phê chính thức của Kang Daniel. Phát triển và ra mắt ứng dụng di động "Kang Daniel" để phục vụ như fancafe chính thức của Daniel, hợp tác với Công ty phát triển trò chơi Hàn Quốc Dalcomsoft phát hành trò chơi nhịp điệu Superstar Kang Daniel là ứng dụng đầu tiên trong series dành riêng cho nghệ sĩ solo, thỏa thuận hợp tác với Very Cherry để quản lý nghệ sĩ solo CL, cùng hợp tác với công ty sản xuất Snowballs để phát hành ứng dụng trò chơi giải đố Starway Kang Daniel. Mở rộng đội ngũ nghệ sĩ, ca sĩ kiêm nhạc sĩ và nhà sản xuất Chancellor, Yuju (cựu thành viên GFRIEND), và nhóm nhảy We Dem Boyz (WDBZ) xuất hiện trên Street Man Fighter đều đã ký hợp đồng độc quyền với Konnect Entertainment.

### Chứng nhận

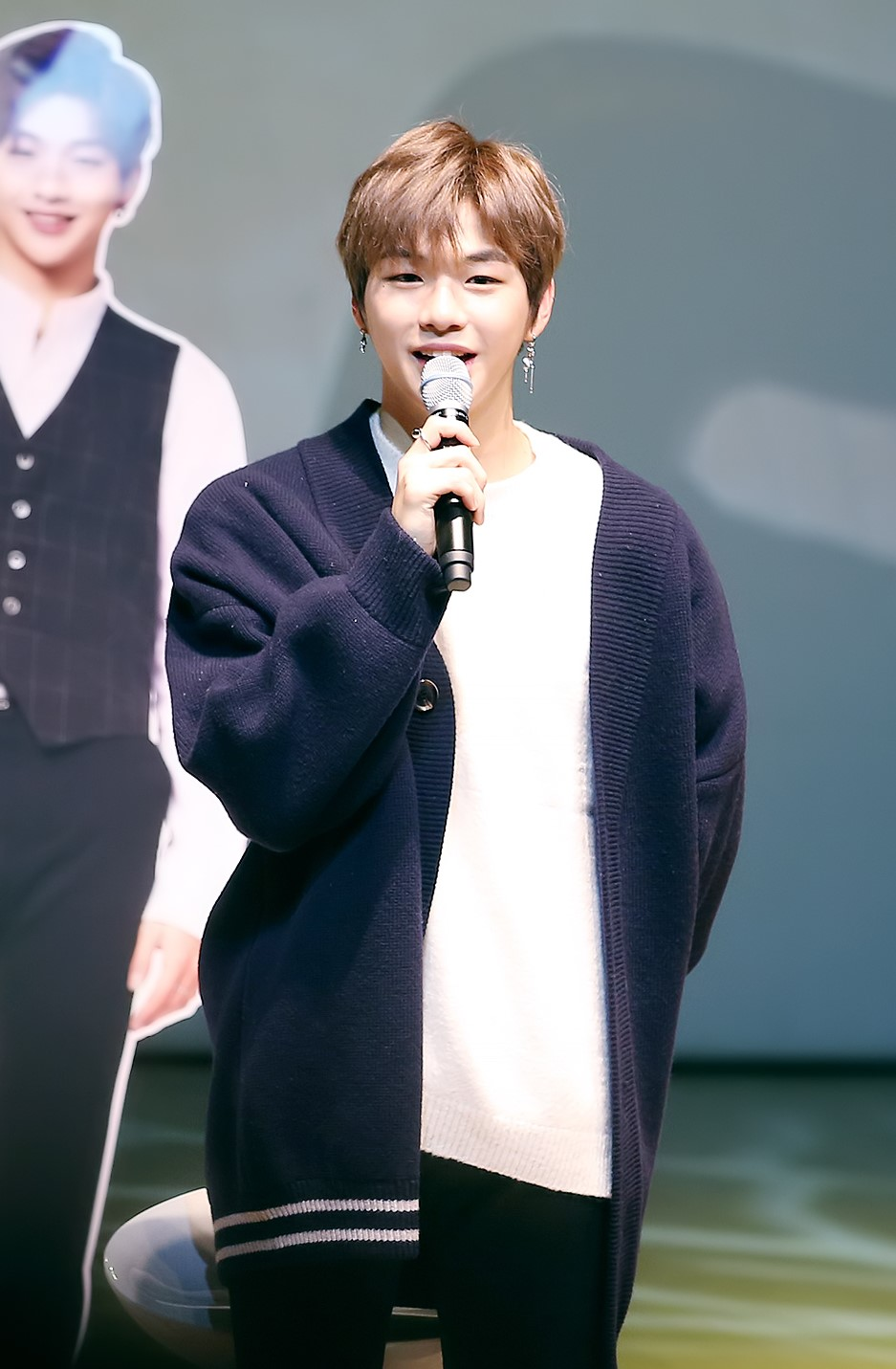
Kang Daniel at Think Nature fan meet on January 6, 2018

Daniel đã trở thành một trong những người nổi tiếng có giá trị cao nhất trong ngành quảng cáo của Hàn Quốc một năm sau khi ra mắt, được cho là đã kiếm được 300 triệu yên (250.000 USD ) cho mỗi hợp đồng ba tháng và 1 tỷ yên (860.000 USD) cho mỗi hợp đồng một năm. Từ năm 2017 đến 2018, Kang Daniel đã có nhiều hợp đồng quảng cáo từ mỹ phẩm, may mặc, điện tử đến kính mắt. Từ năm 2017 đến 2018, Kang Daniel đã có nhiều hợp đồng quảng cáo từ mỹ phẩm, may mặc, điện tử đến kính mắt.
Vào tháng 9 năm 2017, Kang đã ký hợp đồng quảng cáo duy nhất đầu tiên với tư cách là người mẫu cho Think Nature và tăng doanh số bán hàng trực tuyến của thương hiệu lên 728%. Hai tháng sau, anh được chọn làm người mẫu cho The Spring Home, và kiếm được cho công ty hơn 20 triệu ₩ (16.645 USD) chỉ trong 10 phút cho một sự kiện bán hàng tùy chỉnh. Năm sau, Kang làm người mẫu thương hiệu cho thương hiệu thời trang Los Angeles Project (LAP), nhà sản xuất rượu soju hàng đầu thế giới (HiteJinro), công ty điện tử Bokuk, và thương hiệu kính mắt Kissing Heart. Ngày 12 tháng 6 năm 2019, Daniel được bổ nhiệm làm đại sứ danh dự của Busan. Anh ấy đã được chọn thông qua một sự kiện vào tháng 4 cho phép công dân thành phố Busan bỏ phiếu cho một người mà họ cho là phù hợp nhất để quảng bá thành phố. Một buổi lễ chính thức được tổ chức vào ngày 9 tháng 7 năm 2019 tại Sân vận động Bóng chày Sajik nơi anh nhận được sự ủy nhiệm từ thị trưởng thành phố. Cùng ngày, Kang Daniel được chọn để ném bóng đầu tiên theo nghi thức cho trận đấu trên sân nhà của Lotte Giants. Vào tháng 7 năm 2019, Daniel trở thành người mẫu cho công ty điện thoại Hàn Quốc, KT Corporation, quảng cáo Samsung Galaxy Note 10 Aura Red. Sự hợp tác của họ đã tạo ra doanh số 68.000 đơn vị và nâng kỷ lục đặt trước của KT lên tổng cộng 45%. Cùng năm đó, Kang trở thành gương mặt đại diện cho chuỗi nhà hàng Mexicana Chicken, đại sứ thương hiệu cho Givenchy Beauty,, người mẫu quảng cáo cho bao bì đặc trưng của Subway Korea, và gương mặt đại diện của Calvin Klein Jeans. Vào tháng 10 năm 2019, thương hiệu hành lý Rimowa tiết lộ bộ sưu tập mới của mình với Kang thông qua hình ảnh và video trên Elle Korea và Esquire Korea.
Vào tháng 1 năm 2020, Kang Daniel đã được chọn làm đại sứ thương hiệu mới cho thương hiệu đồ thể thao Puma. Cuối tháng đó, sản phẩm hợp tác đầu tiên của Puma và Kang "RS-X Cube" được phát hành như một phần của bộ sưu tập RS (Running System) của Puma. Để kỷ niệm dòng giày thể thao, Puma đã phát động một sự kiện quảng cáo ngoại tuyến tại các cửa hàng có tên "KD CUBE ROOM" chứa đầy nội dung độc quyền như video chưa phát hành, hàng hóa mới và cuộc gọi video ảo với Kang. Vào tháng 2 năm 2020, Kang hợp tác với dịch vụ biểu tượng cảm xúc của KakaoTalk , Kakao Friends. Được thiết kế bởi chính Kang, dòng sản phẩm hợp tác "Apeach Kang Daniel Edition" (lấy cảm hứng từ sự giống nhau của anh ấy với nhân vật Apeach của Kakao Friends Muzi Series và biệt danh "Baby Peach") hàng hóa nổi bật đã chính thức được phát hành tại Hàn Quốc và trên toàn cầu vào ngày 7 và 21 tháng 2. Kakao Friends cũng phát hành thực đơn đồ uống và món tráng miệng phiên bản giới hạn cho ba quán cà phê, bao gồm quán Cafe de Konnect. Sản phẩm hợp tác thứ hai của Puma và Kang "RS 2.0" được phát hành vào tháng 8 năm 2020 như một phần của bộ sưu tập RS của Puma.Trong cùng tháng đó, anh cũng trở thành người mẫu cho thương hiệu mỹ phẩm chữa bệnh Icepray. Vào tháng 12 năm 2020, Givenchy Beauty thông báo rằng Danie; sẽ tiếp tục là người mẫu chính thức của hãng trong một năm nữa và tiết lộ mặt hàng bán chạy nhất của hãng vào năm 2020 là Teint Couture Cushion (còn được gọi là Kang Daniel Cushion).
Vào tháng 1 năm 2021, Daniel được chọn làm đại sứ thương hiệu cho thương hiệu làm đẹp toàn cầu Mernel. Cuối tháng đó, Mexicana Chicken thông báo rằng Kang sẽ tiếp tục là gương mặt đại diện cho chuỗi nhà hàng của mình trong một năm nữa bằng cách xác nhận gia hạn hợp đồng người mẫu của anh ấy. Anh cũng mở rộng hoạt động của mình với tư cách là đại sứ thương hiệu của Givenchy Beauty bằng cách làm người mẫu cho bộ sưu tập nước hoa mới ra mắt của thương hiệu, bao gồm chín mùi hương độc đáo. Vào tháng 1 năm 2022, Kang được chọn làm đại sứ thương hiệu cho thương hiệu chăm sóc da Bio Heal.  Là nghệ sĩ K-pop đầu tiên hợp tác với SpongeBob SquarePants, một nhân vật hoạt hình của Daniel đã được sản xuất cùng với nhiều mặt hàng hợp tác khác nhau được phát hành vào tháng 6 năm 2022. Thương hiệu làm đẹp The BoiBoy đã chọn Kang vào tháng 8 năm 2022 là một trong "ba ngôi sao hàng đầu" làm người mẫu chính thức. Năm sau, anh làm người mẫu cho thương hiệu thời trang SPAO.

### Thời trang
Các quan chức trong ngành đã nói rằng "Ngay cả khi ngành công nghiệp thời trang đang suy thoái, Kang Daniel với tư cách là một người mẫu vẫn có thể khiến người khác tiêu tiền", nói rằng "giá trị của anh ta là cao nhất trong số các ngôi sao đang lên". Sau khi ra mắt, anh nhanh chóng trở thành một trong những ngôi sao được săn đón nhất trong số các thương hiệu xa xỉ được khao khát và từ đó hợp tác và chứng thực nhiều người như Chanel, Louis Vuitton, Calvin Klein và Cartier.
Vào tháng 1 năm 2018, hai tháng sau khi Daniel được nhìn thấy mặc áo khoác duffel được thiết kế bởi Dự án Los Angeles (LAP) đến Sân bay Quốc tế Incheon, người ta đã thông báo rằng anh trở thành người mẫu chính thức của thương hiệu thời trang này. Người phát ngôn của thương hiệu đã nói: "Sau khi Kang Daniel mặc áo khoác của chúng tôi, phản hồi chúng tôi nhận được thực sự tích cực". Họ tiếp tục, "sản phẩm đã được bán hết ngay lập tức và trải qua bảy chu kỳ sản xuất dẫn đến quyết định chọn anh ấy làm mẫu của chúng tôi". LAP tin tưởng vào tầm ảnh hưởng của Kang Daniel trong ngành thời trang đến nỗi LAP đã cho ra mắt một dòng thời trang riêng biệt có tên "Kang Daniel's Pick - Edition" để phù hợp hơn với phong cách của anh. Thành công của bộ sưu tập này được thể hiện qua các hàng dài người mua tại các cửa hàng pop-up Pick LAP của Daniel tại Nhật Bản và Hàn Quốc. Vào tháng 6 năm 2018, anh được chọn là nàng thơ mới nhất của Chanel Fine Jewelry, khiến anh trở thành người nổi tiếng nam thứ hai của Hàn Quốc đảm nhận vai trò này. Anh ấy hợp tác với thương hiệu xa xỉ của Pháp cho tạp chí Elle số tháng 7 đã chứng tỏ sự thành công khi doanh số cho số phát hành này, với Kang Daniel là người mẫu trang bìa, đạt mức cao hiếm có.
Vào tháng 3 năm 2019, Daniel đã trở lại trang bìa của tạp chí Elle kết hợp với Louis Vuitton và biểu tượng phong cách mới của họ. nh và Bae Doo-na được chọn để dẫn đầu chiến dịch cho túi xách Twist của Louis Vuitton. Chiến dịch mới được phát hành thông qua hình ảnh và video trên Elle và trang web chính thức của các thương hiệu một tuần trước khi khai trương cửa hàng pop-up Louis Vuitton Twist Bag ở Seoul. Đánh dấu sự kết thúc của mùa hè và hoạt động như một thiết lập lại hàng năm cho ngành công nghiệp thời trang, các số phát hành tháng 9 trong lịch sử đã được coi là thời điểm lớn nhất trong năm của các tạp chí. Vào tháng 9 năm 2019, Daniel được chọn làm người mẫu trang bìa cho tạp chí thời trang Arena Homme và Vogue. Đối với bản cover Arena Homme+ hai phiên bản của mình, Kang Daniel đã thấy mô hình một số tác phẩm từ bộ sưu tập Juste un Clou của Cartier sau khi được chọn làm thành viên của nhóm đại sứ bạn bè "Maison Cartier". Theo tạp chí, doanh số đặt hàng trước tăng vọt khi biết tin anh lên trang bìa. Để thêm vào danh mục thời trang đang phát triển của mình, Kang Daniel đã được chọn làm người mẫu quảng cáo cho Calvin Klein Jeans. Nhà mốt toàn cầu tuyên bố: "Calvin Klein đang kỷ niệm 50 năm thành lập vào năm nay và cùng với Kang Daniel, chúng tôi hy vọng sẽ kỷ niệm 50 năm qua theo cách có ý nghĩa." Sự hợp tác của họ đã được nhìn thấy vào số tháng 10 năm 2019 Tạp chí thời trang High Cut với Kang Daniel là người mẫu trang bìa của bốn phiên bản khác nhau, trang phục thể thao Calvin Klein Jeans trong suốt các bức tranh.

### Từ thiện
Vào ngày 12 tháng 6 năm 2018, Daniel đã tham gia Ice Bucket Challenge để thúc đẩy nhận thức về ALS và cũng đã quyên góp 2 triệu yên (tương đương 1.730 USD). Hai ngày sau, Tổ chức Seungil Hope báo cáo trang web của mình bị sập do vượt quá lưu lượng truy cập và có gần một ngàn đóng góp kể từ khi Kang Daniel tham gia thử thách. Vào tháng 11 năm 2018, nhiếp ảnh gia Cho Sei-hon đã chọn Jung Woo-sung và Kang Daniel là hai người mà anh nghĩ có ảnh hưởng tích cực ở Hàn Quốc cho triển lãm Letter from Angels exhibition, một chiến dịch nâng cao nhận thức 16 năm. Hai tuần sau khi Kang Daniel được tiết lộ là người mẫu chân dung cho triển lãm, Cho Sei-ho đã tiết lộ đứa trẻ mồ côi được chụp ảnh với Kang Daniel đã được nhận nuôi. Sau đó, có thông tin cho rằng trong vòng chưa đầy ba năm, số tiền quyên góp cho các tổ chức từ thiện khác nhau do câu lạc bộ người hâm mộ của anh ấy đứng tên đã lên tới ₩680 triệu ($569,907). Vào ngày 10 tháng 12 năm 2018, Kang Daniel đã quyên góp 12,1 triệu won (tương đương 10.400 USD) trong ngày sinh nhật của anh ấy cho Quỹ phúc lợi Miral được sử dụng chi trả các hóa đơn y tế và chi phí sinh hoạt của các nhóm thu nhập thấp.
Để đối phó với vụ hỏa hoạn Goseong tháng 4 năm 2019, Kang Daniel đã quyên góp 30 triệu won (tương đương 26.000 USD) cho chương trình cứu trợ thảm họa cầu Hope. Hope Bridge đã báo cáo vào tháng Năm số tiền quyên góp được thực hiện dưới tên của Kang Daniel lên tới 180 triệu won (tương đương 155.000 USD). Đầu tháng 12, Kang Daniel đã ghi lại các dịch vụ nhạc chuông với KT cho những người khiếm thính hoặc khiếm thanh trong Ngày Quốc tế về Người khuyết tật (IDPWD). Trước ngày lễ Giáng sinh, Kang Daniel đã quyên tặng 30 triệu won dưới tên câu lạc bộ fan hâm mộ của mình cho The Snail of Love, một nhóm phúc lợi xã hội dành cho người khiếm thính. Konnect cũng đã tặng 31.000 than bánh thông qua ngân hàng than bánh để cảm ơn người hâm mộ vì đã giúp đỡ những người có nhu cầu trong ngày sinh nhật của Kang Daniel.
Vào ngày 28 tháng 2 năm 2020, Kang Daniel đã quyên góp dưới danh nghĩa cá nhân 50 triệu won (41.000 đô la) cho quỹ Cứu trợ thảm họa cầu Hope được sử dụng để mua hàng hóa như mặt nạ y tế và thuốc khử trùng tay để ngăn chặn sự lây lan của COVID-19. Sau khi Konnect liên lạc để xác nhận tin tức, Kang Daniel tuyên bố thông qua cơ quan của mình, "Tôi muốn được giúp đỡ một chút cho các nhân viên y tế đang gặp khó khăn." Vào ngày 17 tháng 4, Kang Daniel đã đến văn phòng của Snail of Love để thăm đứa trẻ đầu tiên trong số mười đứa trẻ sẽ được cấy ốc tai điện tử dưới sự bảo trợ của tên câu lạc bộ fan hâm mộ của anh ấy và anh ấy đã tặng cô bé ấy một số món quà. Một buổi lễ được tổ chức do sự quyên góp kết hợp của họ vượt quá 99 triệu Yên (81.000 đô la).

## Danh sách đĩa nhạc

### Sáng tác
| Năm                      |  | Album             | Bài hát                             | Phần     | Phần      | Phần                                                                |
| Năm                      |  | Album             | Bài hát                             | Viết lời | Soạn nhạc | Cùng với                                                            |
| ------------------------ |  | ----------------- | ----------------------------------- | -------- | --------- | ------------------------------------------------------------------- |
| Thành viên của Wanna One |  |                   |                                     |          |           |                                                                     |
| 2018                     |  | 1÷χ=1 (Undivided) | Kangaroo (Prod. ZICO)               | Có       | Không     | Zico (Block B), Woojin (AB6IX), Jaehwan                             |
| Nghệ sĩ solo             |  |                   |                                     |          |           |                                                                     |
| 2019                     |  | Color on Me       | Color                               | Có       | Không     | Yorkie, Thama                                                       |
| 2019                     |  | Color on Me       | 뭐해 (What are you up to)           | Có       | Không     | Yorkie, Thama                                                       |
| 2019                     |  | Color on Me       | Horizon                             | Có       | Không     | Yorkie, Thama                                                       |
| 2019                     |  | Color on Me       | I HOPE                              | Có       | Không     | Flow Blow                                                           |
| 2019                     |  | "Touchin'"        | Adulthood                           | Có       | Không     | DVWN, Noday, Versachoi                                              |
| 2020                     |  | Magenta           | Flash                               | Có       | Không     | JQ, Lee Ji Won, Ah Merry, Shin Sae Rom                              |
| 2020                     |  | Magenta           | Waves (feat. Simon Dominic & Jamie) | Có       | Không     | ae.patricia, BIYA, Simon Dominic, Jamie                             |
| 2020                     |  | Magenta           | Who U Are                           | Có       | Không     | JQ, Bae Seong Yeon, Ah Merry, Shin Sae Rom                          |
| 2020                     |  | Magenta           | Runaway (feat. YUMDDA)              | Có       | Không     | ae.patricia, YUMDDA                                                 |
| 2020                     |  | Magenta           | Movie (feat. DVWN)                  | Có       | Không     | DVWN                                                                |
| 2021                     |  | "State of Wonder" | State Of Wonder                     | Có       | Có        | Jack Newsome, Alex Hosking, Anthony Russo, Kyle Buckley, Rob Nelsen |
| 2021                     |  | "Paranoia"        | Paranoia                            | Có       | Không     | JQ, Mola, Cha Yubin                                                 |
| 2021                     |  | Yellow            | Digital                             | Có       | Không     | JQ, Cha Yubin, Su Rin                                               |
| 2021                     |  | Yellow            | Misunderstood (feat. Omega Sapien)  | Có       | Không     | JQ, Omega Sapien, Kim Hye Ji, Han Song Yi, Nam Hye Joo              |
| 2021                     |  | Yellow            | Antidote                            | Có       | Không     | JQ, Lee Yeon Ji, J14                                                |
| 2021                     |  | Yellow            | Save U (feat. Wonstein)             | Có       | Không     | JQ, Wonstein, Lee Yeon Ji, Su Rin, Lee Seon Yu                      |
| 2021                     |  | Imaginary         | Hush Hush                           | Có       | Có        | Miyavi, Lenard Skolnik, Seann Bowe, Jeff Miyahara, JUN              |

## Sự nghiệp diễn xuất
| Năm  | Tựa         | Vai Diễn       | Ghi Chú |
| ---- | ----------- | -------------- | ------- |
| 2022 | Rookie Cops | Wi Seung-hyeon | Netflix |

## Danh sách buổi hòa nhạc

### Chuyến lưu diễn, buổi hoà nhạc
| Năm                      | Tên                                     | Ngày                     | Thành phố                | Quốc gia                 | Địa điểm                                               |
| Thành viên của Wanna One | Thành viên của Wanna One                | Thành viên của Wanna One | Thành viên của Wanna One | Thành viên của Wanna One | Thành viên của Wanna One                               |
| ------------------------ | --------------------------------------- | ------------------------ | ------------------------ | ------------------------ | ------------------------------------------------------ |
| 2017                     | Wanna One Premier Show-Con Debut        | 7 tháng 8                | Seoul                    | Hàn Quốc                 | Gocheok Sky Dome                                       |
| 2017                     | Wanna One Premier Fan-Con               | 15 tháng 12              | Seoul                    | Hàn Quốc                 | SK Olympic Handball Gymnasium                          |
| 2017                     | Wanna One Premier Fan-Con               | 16 tháng 12              | Seoul                    | Hàn Quốc                 | SK Olympic Handball Gymnasium                          |
| 2017                     | Wanna One Premier Fan-Con               | 17 tháng 12              | Seoul                    | Hàn Quốc                 | SK Olympic Handball Gymnasium                          |
| 2017                     | Wanna One Premier Fan-Con               | 23 tháng 12              | Busan                    | Hàn Quốc                 | BEXCO                                                  |
| 2017                     | Wanna One Premier Fan-Con               | 24 tháng 12              | Busan                    | Hàn Quốc                 | BEXCO                                                  |
| 2018                     | Wanna One World Tour - 'One: The World' | 1 tháng 6                | Seoul                    | Hàn Quốc                 | Gocheok Sky Dome                                       |
| 2018                     | Wanna One World Tour - 'One: The World' | 2 tháng 6                | Seoul                    | Hàn Quốc                 | Gocheok Sky Dome                                       |
| 2018                     | Wanna One World Tour - 'One: The World' | 3 tháng 6                | Seoul                    | Hàn Quốc                 | Gocheok Sky Dome                                       |
| 2018                     | Wanna One World Tour - 'One: The World' | 21 tháng 6               | San Jose, California     | Hoa Kỳ                   | Event Center Arena                                     |
| 2018                     | Wanna One World Tour - 'One: The World' | 26 tháng 6               | Dallas                   | Hoa Kỳ                   | Trung tâm Hội nghị Fort Worth                          |
| 2018                     | Wanna One World Tour - 'One: The World' | 29 tháng 6               | Chicago                  | Hoa Kỳ                   | Allstate Arena                                         |
| 2018                     | Wanna One World Tour - 'One: The World' | 2 tháng 7                | Atlanta                  | Hoa Kỳ                   | Infinite Energy Arena                                  |
| 2018                     | Wanna One World Tour - 'One: The World' | 10 tháng 7               | Chiba                    | Nhật Bản                 | Makuhari Messe                                         |
| 2018                     | Wanna One World Tour - 'One: The World' | 11 tháng 7               | Chiba                    | Nhật Bản                 | Makuhari Messe                                         |
| 2018                     | Wanna One World Tour - 'One: The World' | 13 tháng 7               | Singapore                | Singapore                | Sân vận động trong nhà Singapore                       |
| 2018                     | Wanna One World Tour - 'One: The World' | 15 tháng 7               | Jakarta                  | Indonesia                | Trung tâm hội nghị và triển lãm Indonesia              |
| 2018                     | Wanna One World Tour - 'One: The World' | 21 tháng 7               | Kuala Lumpur             | Malaysia                 | Axiata Arena                                           |
| 2018                     | Wanna One World Tour - 'One: The World' | 28 tháng 7               | Hồng Kông                | Trung Quốc               | AsiaWorld–Expo                                         |
| 2018                     | Wanna One World Tour - 'One: The World' | 29 tháng 7               | Hồng Kông                | Trung Quốc               | AsiaWorld–Expo                                         |
| 2018                     | Wanna One World Tour - 'One: The World' | 4 tháng 8                | Băng Cốc                 | Thái Lan                 | Impact Arena                                           |
| 2018                     | Wanna One World Tour - 'One: The World' | 5 tháng 8                | Băng Cốc                 | Thái Lan                 | Impact Arena                                           |
| 2018                     | Wanna One World Tour - 'One: The World' | 17 tháng 8               | Melbourne                | Úc                       | Hisense Arena                                          |
| 2018                     | Wanna One World Tour - 'One: The World' | 25 tháng 8               | Đào Viên                 | Đài Loan                 | Nhà thi đấu đa năng Đại học Thể thao Quốc gia Đài Loan |
| 2018                     | Wanna One World Tour - 'One: The World' | 26 tháng 8               | Đào Viên                 | Đài Loan                 | Nhà thi đấu đa năng Đại học Thể thao Quốc gia Đài Loan |
| 2018                     | Wanna One World Tour - 'One: The World' | 1 tháng 9                | Manila                   | Philippines              | Mall of Asia Arena                                     |
| 2019                     | Wanna One Concert - 'Therefore'         | 24 tháng 1               | Seoul                    | Hàn Quốc                 | Gocheok Sky Dome                                       |
| 2019                     | Wanna One Concert - 'Therefore'         | 25 tháng 1               | Seoul                    | Hàn Quốc                 | Gocheok Sky Dome                                       |
| 2019                     | Wanna One Concert - 'Therefore'         | 26 tháng 1               | Seoul                    | Hàn Quốc                 | Gocheok Sky Dome                                       |
| 2019                     | Wanna One Concert - 'Therefore'         | 27 tháng 1               | Seoul                    | Hàn Quốc                 | Gocheok Sky Dome                                       |

### Các sự kiện khác
| Năm                      | Tên                                                   | Ngày             | Thành phố             | Quốc gia         | Địa điểm                                     | Ghi chú                |
| Trước khi ra mắt         | Trước khi ra mắt                                      | Trước khi ra mắt | Trước khi ra mắt      | Trước khi ra mắt | Trước khi ra mắt                             | Trước khi ra mắt       |
| ------------------------ | ----------------------------------------------------- | ---------------- | --------------------- | ---------------- | -------------------------------------------- | ---------------------- |
| 2017                     | Produce 101 Season 2 FINALE CONCERT                   | 1 tháng 7        | Seoul                 | Hàn Quốc         | Olympic Park Olympic Hall                    | ―                      |
| 2017                     | Produce 101 Season 2 FINALE CONCERT                   | 2 tháng 7        | Seoul                 | Hàn Quốc         | Olympic Park Olympic Hall                    | ―                      |
| Thành viên của Wanna One |                                                       |                  |                       |                  |                                              |                        |
| 2017                     | KCON 2017 LOS ANGELES                                 | 20 tháng 8       | Los Angeles           | Hoa Kỳ           | Trung tâm Staples                            | ―                      |
| 2017                     | 2017 Incheon International Airport Sky Festival       | 3 tháng 9        | Incheon               | Hàn Quốc         | Quảng trường cỏ sân bay quốc tế Incheon      | ―                      |
| 2017                     | Incheon K-pop Concert 2017                            | 9 tháng 9        | Incheon               | Hàn Quốc         | Sân vận động Incheon Munhak                  | ―                      |
| 2017                     | KCON 2017 AUSTRALIA                                   | 23 tháng 9       | Sydney                | Úc               | Qudos Bank Arena                             | ―                      |
| 2017                     | 2017 Gangnam Festival K-pop Concert                   | 29 tháng 9       | Seoul                 | Hàn Quốc         | COEX Yeongdongdae-ro                         | ―                      |
| 2017                     | 2017 Korea Music Festival                             | 30 tháng 9       | Seoul                 | Hàn Quốc         | Gocheok Sky Dome                             | ―                      |
| 2017                     | 2017 Fever Festival                                   | 30 tháng 9       | Seoul                 | Hàn Quốc         | Seoul Plaza                                  | ―                      |
| 2017                     | 2017 Busan One Asia Festival                          | 22 tháng 10      | Busan                 | Hàn Quốc         | Sân vận động chính Asiad Busan               | ―                      |
| 2017                     | 2017 The Seoul Awards                                 | 27 tháng 10      | Seoul                 | Hàn Quốc         | Hội trường Hòa bình Trường Đại học Kyung Hee | ―                      |
| 2017                     | 2017 Dream Concert in Pyeongchang                     | 5 tháng 11       | Pyeongchang           | Hàn Quốc         | Sân vận động Olympic Pyeongchang             | ―                      |
| 2017                     | 2017 MAMA Premiere in Vietnam                         | 25 tháng 11      | Thành phố Hồ Chí Minh | Việt Nam         | Nhà hát Hòa Bình                             | ―                      |
| 2018                     | Music Bank in Chile                                   | 23 tháng 3       | Santiago              | Chile            | Movistar Arena                               | ―                      |
| 2018                     | KCON 2018 JAPAN                                       | 13 tháng 4       | Chiba                 | Nhật Bản         | Makuhari Messe                               | ―                      |
| 2018                     | 2018 Seowon Valley Green Concert                      | 27 tháng 5       | Gyeonggi              | Hàn Quốc         | Seowon Valley Golf Course                    | ―                      |
| 2018                     | KCON 2018 NEW YORK                                    | 24 tháng 6       | Newark                | Hoa Kỳ           | Trung tâm Prudential                         | ―                      |
| 2018                     | M COUNTDOWN in TAIPEI                                 | 5 tháng 7        | Đài Bắc               | Đài Loan         | Nhà thi đấu Đài Bắc                          | ―                      |
| 2018                     | 2018 Ulsan Summer Festival                            | 23 tháng 7       | Ulsan                 | Hàn Quốc         | Sân vận động Ulsan                           | ―                      |
| 2018                     | 2018 Korea Music Festival                             | 1 tháng 8        | Seoul                 | Hàn Quốc         | Gocheok Sky Dome                             | ―                      |
| 2018                     | KCON 2018 LOS ANGELES                                 | 11 tháng 8       | Los Angeles           | Hoa Kỳ           | Trung tâm Staples                            | ―                      |
| 2018                     | 2018 DMC Festival Super Concert                       | 5 tháng 9        | Seoul                 | Hàn Quốc         | Sangam Culture Square                        | ―                      |
| 2018                     | 2018 Hallyu Pop Fest                                  | 7 tháng 9        | Singapore             | Singapore        | Sân vận động trong nhà Singapore             | ―                      |
| 2018                     | 2018 Hallyu Pop Fest                                  | 8 tháng 9        | Singapore             | Singapore        | Sân vận động trong nhà Singapore             | ―                      |
| 2018                     | 2018 Daegu Kpop Festival                              | 9 tháng 9        | Daegu                 | Hàn Quốc         | Duryu Baseball Stadium                       | ―                      |
| 2018                     | KCON 2018 THAILAND                                    | 29 tháng 9       | Bangkok               | Thái Lan         | Impact, Muang Thong Thani                    | ―                      |
| 2018                     | 2018 Asia Song Festival                               | 3 tháng 10       | Busan                 | Hàn Quốc         | Sân vận động chính Asiad Busan               | ―                      |
| 2018                     | 2018 Gangnam Festival                                 | 6 tháng 10       | Seoul                 | Hàn Quốc         | Youngdongdae Special Stage                   | ―                      |
| 2018                     | 2018 BBQ Super Concert                                | 14 tháng 10      | Suwon                 | Hàn Quốc         | Sân vận động World Cup Suwon                 | ―                      |
| 2018                     | 2018 Busan One Asia Festival                          | 20 tháng 10      | Busan                 | Hàn Quốc         | Sân vận động chính Asiad Busan               | ―                      |
| 2018                     | 2018 Jeju Hallyu Festival                             | 4 tháng 11       | Jeju                  | Hàn Quốc         | Sân vận động World Cup Jeju                  |                        |
| Nghệ sĩ solo             |                                                       |                  |                       |                  |                                              |                        |
| 2019                     | 2019 Busan One Asia Festival                          | 25 tháng 10      | Busan                 | Hàn Quốc         | Hwamyeong Ecological Park                    | ―                      |
| 2020                     | Asia Rising Forever                                   | 6 tháng 5        | ―                     | ―                | ―                                            | Online                 |
| 2020                     | KCON:TACT SUMMER 2020                                 | 23 tháng 6       | ―                     | ―                | ―                                            | Online                 |
| 2020                     | Asia Song Festival 2020                               | 10 tháng 10      | Gyeongju              | Hàn Quốc         | ―                                            | Online                 |
| 2020                     | ON TACT 2020 GANGNAM FESTIVAL YEONGDONG-DAERO CONCERT | 18 tháng 10      | Seoul                 | Hàn Quốc         | ―                                            | Online                 |
| 2020                     | 2020 LIVE in DMZ Concert                              | 23 tháng 10      | Seoul                 | Hàn Quốc         | ―                                            | Online kết hợp offline |
| 2020                     | 2020 LIVE in DMZ Concert                              | 24 tháng 10      | ―                     | ―                | ―                                            | Online                 |
| 2020                     | K-Culture Festival 2020                               | 24 tháng 10      | ―                     | ―                | ―                                            | Online                 |
| 2020                     | K-Culture Festival 2020                               | 30 tháng 11      | ―                     | ―                | ―                                            | Online                 |
| 2021                     | UNI-KON                                               | 14 tháng 2       | ―                     | ―                | ―                                            | Online                 |
| 2021                     | KCON:TACT 3                                           | 28 tháng 3       | ―                     | ―                | ―                                            | Online                 |
| 2021                     | 2021 Busan One Asia Festival                          | 8 tháng 5        | ―                     | ―                | ―                                            | Online                 |
| 2023                     | WOW K-MUSIC FESTIVAL IN VIETNAM 2023                  | 22 tháng 10      | Thành phố Hồ Chí Minh | Việt Nam         | Vạn Phúc City                                | ―                      |

### Fan-meeting
| Năm  | Tên sự kiện                                                  | Ngày        | Thành phố    | Quốc gia    | Địa điểm                         | Ghi chú |
| ---- | ------------------------------------------------------------ | ----------- | ------------ | ----------- | -------------------------------- | ------- |
| 2019 | KANG DANIEL 1st FANMEETING "COLOR ON ME"                     | 16 tháng 8  | Singapore    | Singapore   | Sân vận động trong nhà Singapore | ―       |
| 2019 | KANG DANIEL 1st FANMEETING "COLOR ON ME"                     | 7 tháng 9   | Bangkok      | Thái Lan    | Bitec Hall 98                    | ―       |
| 2019 | KANG DANIEL 1st FANMEETING "COLOR ON ME"                     | 13 tháng 9  | Đài Bắc      | Đài Loan    | Trung Tâm Triển Lãm Nangang      | ―       |
| 2019 | KANG DANIEL 1st FANMEETING "COLOR ON ME"                     | 21 tháng 9  | Kuala Lumpur | Malaysia    | AXIATA ARENA                     | ―       |
| 2019 | KANG DANIEL 1st FANMEETING "COLOR ON ME"                     | 5 tháng 10  | Sydney       | Úc          | First State Super Theatre        | ―       |
| 2019 | KANG DANIEL 1st FANMEETING "COLOR ON ME"                     | 19 tháng 10 | Manila       | Philippines | Mall of Asia Arena               | ―       |
| 2019 | KANG DANIEL 1st FANMEETING "COLOR ON ME"                     | 23 tháng 11 | Seoul        | Hàn Quốc    | Hội trường KINTEX                | ―       |
| 2019 | KANG DANIEL 1st FANMEETING "COLOR ON ME"                     | 24 tháng 11 | Seoul        | Hàn Quốc    | Hội trường KINTEX                | ―       |
| 2020 | KANG DANIEL 1st ANNIVERSARY ONTACT FANMEETING [DAN1TYST]     | 25 tháng 7  | ―            | ―           | ―                                | Online  |
| 2021 | 2nd ANNIVERSARY VR FANMEETING [DAN2TY&: Walking With Daniel] | 25 tháng 7  | ―            | ―           | ―                                | Online  |